# Tokacika, Kărdjali
Tokacika (în bulgară Токачка) este un sat în comuna Krumovgrad, regiunea Kărdjali,  Bulgaria. 

## Demografie
Componența etnică a satului Tokacika
     Turci (99,24%)
     Nicio identificare (0,75%)
     Altele (0%)
La recensământul din 2011, populația satului Tokacika era de 265 locuitori. Din punct de vedere etnic, majoritatea locuitorilor (99,24%) erau turci. Pentru 0,75% din locuitori nu este cunoscută apartenența etnică.